# Fluvioglaciar

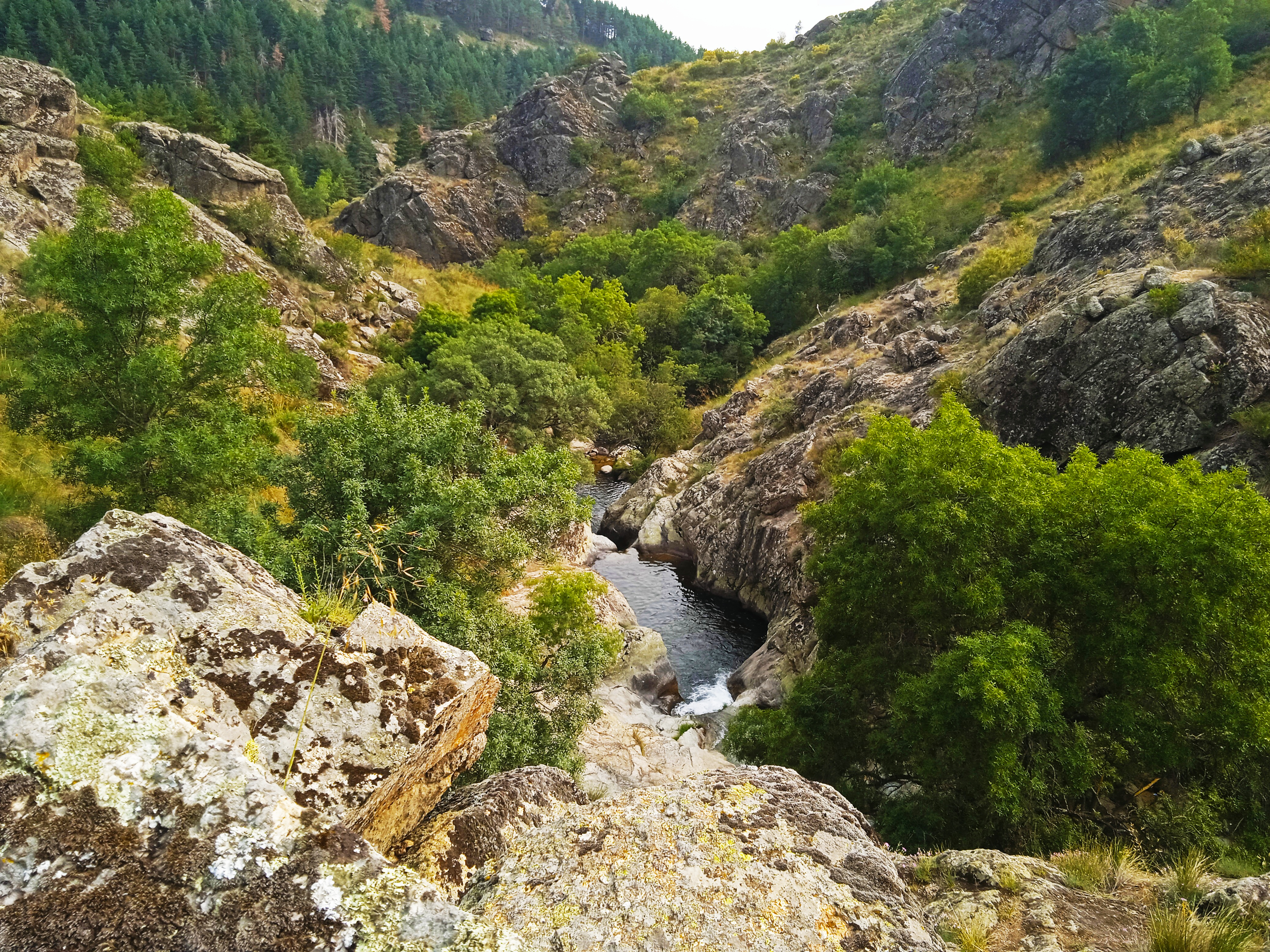
Calderas del río Cambrones (Trescasas, Segovia), un ejemplo de formación de origen fluvioglaciar como marmita de gigante originada por la erosión de grava o pequeñas piedras en constante movimiento circular por la fuerza del agua

Con el adjetivo fluvioglaciar se designan a los depósitos, formas de relieve y fenómenos cuya causa reside en las aguas corrientes procedentes de la fusión de glaciares.
En la zona que marca la transición del glaciar al río existe un complejo fluvioglaciar que consta de una depresión terminal del glaciar, un arco de morrenas constituidos por los materiales más gruesos abandonados por la lengua del glaciar, un cono de transición que prolonga la morrena aguas abajo pero cuyo origen es puramente fluvial y, por último, unas terrazas aluviales constituidas por los sedimentos más finos que han ido sobreponiéndose en forma de depósitos estratificados.
- Datos: Q5667598